# Psalms (EP Hollywood Undead)
Psalms (psáno jako PSALMS) je čtvrté EP americké rap rockové skupiny Hollywood Undead. Vyšlo 2. listopadu 2018 hudebním vydavatelstvím BMG.

## Pozadí
Johnny 3 Tears: „Na našem novém EP se zabýváme temnějšími tématy, jako je život, smrt a sebevražda. Jako kapela se snažíme sdělit poselství naděje a konkrétně tímto projektem i vykoupení. Kdybych mohl mluvit s každým jednotlivcem, který by potřeboval pomoct, udělal bych to. Ale to nikdo nedokáže a proto děláme hudbu, kterou děláme. Doufáme, že s těmito písněmi někomu pomůžeme. Nám určitě pomohly.“

## Seznam skladeb
| Psalms         | Psalms                 | Psalms |
| Pořadí         | Název                  | Délka  |
| -------------- | ---------------------- | ------ |
| 1.             | „Bloody Nose“          | 4:10   |
| 2.             | „Live Fast Die Young“  | 3:41   |
| 3.             | „Something to Believe“ | 3:21   |
| 4.             | „Another Level“        | 3:18   |
| 5.             | „Gotta Let Go“         | 3:32   |
| Celková délka: | Celková délka:         | 18:03  |

## Tvůrci

#### Hollywood Undead
- Jorel "J-Dog" Decker - zpěv, baskytara
- Dylan "Funny Man" Alvarez - zpěv
- George "Johnny 3 Tears" Ragan - zpěv
- Jordon "Charlie Scene" Terrell - zpěv, kytary
- Daniel "Danny" Murillo - zpěv, klávesy, baskytara

#### Další tvůrci
- Courtney Ballard - produkce
- Griffin Boice - koprodukce, piano
- Matt Good - produkce
- Sean Gould - produkce
- Kraddy - koprodukce
- James Krausse - mixování
- Jarod Poythress - koprodukce
- Dale Sebastian - mastering